# Belial (Band)
Belial war eine finnische Death-Metal-Band. Die Band bestand von 1991 bis zu ihrer Auflösung im Jahr 1994.

## Bandgeschichte
Belial wurde 1991 in Oulu, Finnland von Jarno Koskinen (Gesang), Jarno Anttila (Gesang, Gitarre), Jani Lehtosaari (Gesang, Gitarre, Bass), Reima Kellokoski (Gesang, Schlagzeug) und Jukka Valppu (Gitarre) gegründet. Sie entstand zu Beginn des ersten finnischen Death-Metal-Booms. Gitarrist Jarno Anttila war zugleich bei Impaled Nazarene tätig. Beide Bands bedienten sich eines ähnlichen Stils, der näher am Black Metal jener Zeit war, als an dem Death Metal ihrer Landsleute von Funebre, Abhorrence oder Demigod.
1991 erschien ein Rehearsal Tape und das Demo The Gods of the Pit. Die Band unterschrieb im Anschluss einen Vertrag beim österreichischen Independent-Label Lethal Records, wo 1992 die EP Wisdom of Darkness und 1993 das Debütalbum Never Again erschien. das Album wurde auf Grund des Artworks zensiert. Im Original zeigte es den Torso einer leicht bekleideten Frau, die ihre Vulva mit einem umgedrehten Kreuz verdeckt. Bei der zensierten version befindet sich das Bild im Inlay und das eigentliche Cover zeigt lediglich den Bandschriftzug und Albumtitel mit dem Zusatz „Censored Version“ und einem Parental-Advisory-Sticker (der außerhalb der Vereinigten Staaten jedoch keine Bedeutung hat).
1993 erschien die EP The Gods of the Pit Pt. II [Paragon So Below] über das Label Moribund Records, die an das erste Demo anknüpfte.
1994 trennte sich die Band von Jarno Koskinen. Auch die Plattenfirma wurde gewechselt und so erschien ihr letztes Album 3 über das Schweizer Label Witchhunt Records. Damit einher ging ein deutlicher musikalischer Wechsel weg vom Death-/Black-Metal hin zum Doom Metal, der musikalische Vorväter wie Black Sabbath mit kurzen Hardcore-Punk-Stücken vermischt.

## Sonstiges
Schlagzeuger Reima Kellokoski spielte erst nach der Auflösung von Belial bei Impaled Nazarene und noch etwas später bei Survivors Zero.

## Diskografie
Alben
- 1993: Never Again  (Lethal Records)
- 1994: 3 (Witchhunt Records)

Kompilationen
- 2019: The Invocation of Belial (Azermedoth Records)

EPs
- 1992: Wisdom of Darkness (Lethal Records)
- 1993: The Gods of the Pit Pt. II [Paragon So Below] (Moribund Records)

Singles
- 1994: Aftertaste (Bring Me the Head of Michael Piesch Records)
- 1994: Aftertaste 1 1/2 (E-Records)

Demo-Kassetten
- 1991: Rehearsal (Eigenproduktion)
- 1991: The Gods of the Pit (Eigenproduktion)